# 薩克納區
薩克納區（西班牙語：Distrito de Saquena），是秘魯的一個區，位於該國東北部洛雷託大區的雷克納省，始建於1943年7月2日，面積2,081.42平方公里，海拔高度112米，2005年人口4,402，人口密度每平方公里2.1人。